# Ambasada RP w Kijowie

Okręgi konsularne w Ukrainie (kolor czerwony – Wydział Konsularny Ambasady RP w Kijowie).

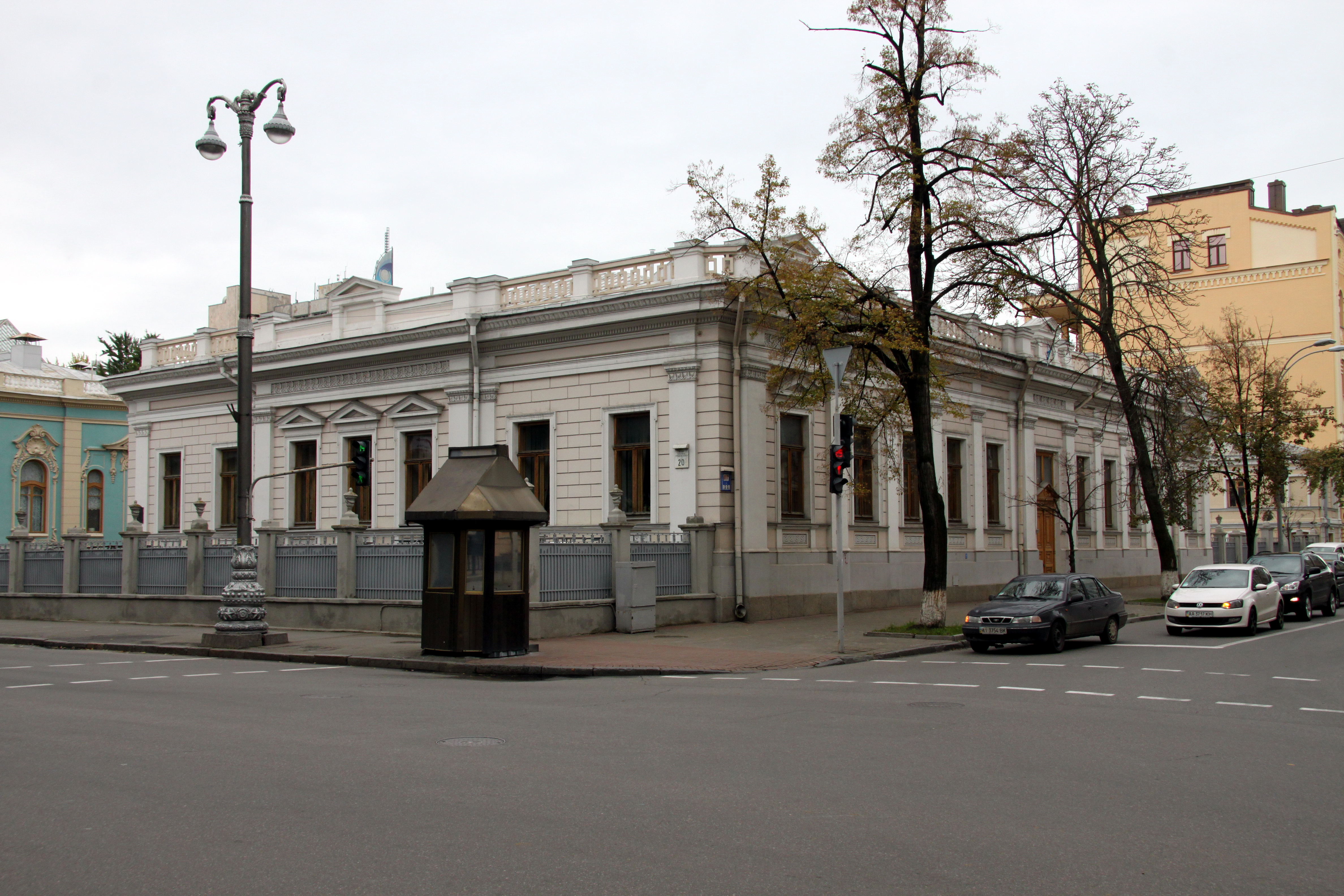
ul. Hruszewskiego 20/Szowkowyczna 1. Budynek Konsulatu Generalnego RP w Kijowie (1923–1939)

Ambasada Rzeczypospolitej Polskiej na Ukrainie z siedzibą w Kijowie (Ambasada RP w Kijowie ukr. Посольство Республіки Польща в Києві) – polska placówka dyplomatyczna w stolicy Ukrainy, Kijowie.

## Podział organizacyjny
- Wydział Polityczny
- Biuro Attaché Obrony
- Wydział Ekonomiczny
- Wydział Administracji i Finansów
- Wydział Konsularny
  - Okręg konsularny obejmuje Kijów oraz obwody: kijowski, kirowohradzki, czerkaski i czernihowski.

## Historia przedstawicielstwa i siedziby

### 1918–1921
Pierwsze przedstawicielstwo dyplomatyczne w Kijowie powołały władze Rzeczypospolitej Polskiej po traktacie brzeskim w okresie Państwa Ukraińskiego, zwanego też Hetmanatem (1918–1919). Początkowo było określane jako Królewsko-Polskie Przedstawicielstwo na Ukrainie, następnie Poselstwo Polskie na Ukrainie. Po uznaniu przez niepodległe państwo polskie Ukraińskiej Republiki Ludowej (1920) Polska utrzymywała posła przy rządzie URL, do wycofania jego uznania po traktacie ryskim z Rosją Sowiecką i marionetkową Ukrainą Sowiecką (USRR).

### 1921–1939
Stosunki dyplomatyczne pomiędzy Polską a USRR utrzymywano w latach 1921–1923, poselstwo RP pełniło misję w ówczesnej (do 1934) stolicy Ukraińskiej SRR – Charkowie. W Kijowie utrzymywano placówkę konsularną (konsulat 1919, konsulat 1926–1934, konsulat generalny 1934–1939). W 1921 konsulat mieścił się przy ul. Żytomierskiej, w latach 1930–1939 przy ówczesnej ul. Karola Liebknechta 1 (dziś ul. Szowkowyczna). Wobec powstania ZSRR Ukraińska SRR utraciła w 1923 prawo do samodzielnej reprezentacji dyplomatycznej i przyjmowania dyplomatów zagranicznych. Po agresji ZSRR na Polskę 17 września 1939 ostatni konsul generalny RP w Kijowie Jerzy Matusiński został 30 września 1939 z pogwałceniem immunitetu dyplomatycznego aresztowany przez NKWD i zamordowany w do dziś nie wyjaśnionych okolicznościach.

### 1945–1991
Po II wojnie światowej PRL otworzyła konsulat w Kijowie w 1948. Mieścił się przy ul. Liebknechta 28. W latach 1950–1957 był to konsulat, następnie konsulat generalny.

### po 1992
Współcześnie stosunki dyplomatyczne Polska i Ukraina nawiązały 4 stycznia 1992 po rozpadzie ZSRR i uzyskaniu niepodległości przez Ukrainę. Oba państwa utworzyły własne przedstawicielstwa dyplomatyczne i konsularne.
Do 2014 funkcjonował w Sewastopolu Konsulat Generalny RP, ewakuowany 8 marca po rosyjskiej okupacji półwyspu. W 2012 został otwarty Konsulat Generalny RP w Doniecku, który został następnie zawieszony w 2014, a ostatecznie zamknięty w 2015 w konsekwencji wojny w Donbasie.
W lutym 2022 ambasador Bartosz Cichocki obok nuncjusza apostolskiego był jedynym ambasadorem, który nie wyjechał z Kijowa podczas jego oblężenia.
W 2023 placówkę odznaczono niepaństwową ukraińską odznaką honorową, Krzyżem "Za Naszą i Waszą Wolność".

## Posłowie/Ambasadorowie RP na Ukrainie
- 1918 – Stanisław Wańkowicz, poseł RP w Kijowie, przy rządzie Hetmanatu[13]
- 1919–1921 – Bohdan Kutyłowski, poseł RP przy rządzie Ukraińskiej Republiki Ludowej
- 1921 – Franciszek Jan Pułaski, chargé d’affaires przy rządzie Ukraińskiej Socjalistycznej Republiki Radzieckiej w Charkowie
- 1921–1923 – Franciszek Charwat, chargé d’affaires j.w.
- 1923–1924 – Marceli Szarota, chargé d’affaires j.w.

Wobec powstania ZSRR Ukraińska SRR utraciła prawo do samodzielnej reprezentacji dyplomatycznej i przyjmowania dyplomatów zagranicznych. Funkcje komisariatu ludowego spraw zagranicznych USRR przejął komisariat ludowy spraw zagranicznych ZSRR, a następnie MSZ ZSRR. Stosunki dyplomatyczne Polski z Ukrainą zostały wznowione po deklaracji niepodległości Ukrainy i uznaniu niepodległości państwa ukraińskiego przez Polskę w grudniu 1991.
Po 1991:

## Kierownicy konsulatu w Kijowie
- 1921–1923 – Adam Roszkowski[14], konsul
- 1926–1930 – Mieczysław Babiński, konsul
- 1930–1933 – Henryk Jankowski
- 1933–1934 – Stanisław Sośnicki, konsul
- 1935–1937 – Jan Karszo-Siedlewski, radca ambasady, kier. KG
- 1937–1939 – Jerzy Matusiński, radca ambasady, kier. KG

- 1947–1948 – Aleksander Chłond, kier. KG
- 1948–1949 – Paweł Włoński, wicekonsul, kier. KG
- 1949– – Marian Cieślik, konsul
- 1952–1953 – Henryk Gordon, wicekonsul, kier. konsulatu
- 1953–1955 – Piotr Kiergiet, konsul
- 1957–1965 – Wanda Michalewska, konsul generalny
- 1965–1969 – Szczepan Stec
- 1969–1973 – Janusz Grochulski, konsul generalny

- 1975–1978 – Leon Tomaszewski, konsul generalny
- 1978–1979 – Władysław Nowak, konsul generalny
- 1979–1981 – Kazimierz Dera, konsul generalny
- 1981–1982 – Leon Kotarba, konsul generalny
- 1982–1983 – Józef Nowotny, konsul generalny
- 1983–1986 – Władysław Kruk, konsul generalny
- 1987–1990 – Ryszard Polkowski, konsul generalny